# André d'Hormon
André Hyacinthe Roquette dit André d'Hormon, né le 19 juin 1881 dans le 18e arrondissement de Paris et mort le 7 février 1965 à Asnières-sur-Oise, est un sinologue français. Conseiller diplomatique puis professeur de sciences politiques à l'université impériale de Pékin où il résida de 1906 à 1955.

## Biographie
De 1906 à 1931, conseiller diplomatique de la Présidence de la République et conseiller politique à la Présidence du Conseil. Il accueille Marcel Granet (1884-1940) lors de son séjour à Pékin, et vivent ensemble la mutinerie du 29 février 1912, qui marque les débuts de la République de Chine (1912-1949). En 1936, cofondateur avec Jean-Augustin Bussière, Cai Yuanpei (1868-1940) et Li Shizeng (1881-1973) du Centre franco-chinois d'études sinologiques de Pékin, dont il fut le directeur. Ce centre sera fermé en 1953. André d'Hormon a également été le rédacteur en chef de la revue Études françaises dirigée par la Commission de l’édition culturelle sino-française. Après sa mort en 1965, la bibliothèque personnelle d'André d'Hormon a été léguée à Isabel Goüin-Lang, fondatrice avec Henry Goüin de la Fondation Royaumont, qui l'a mise en dépôt,  aux collections de la bibliothèque jésuite du Centre Culturel des Fontaines de Gouvieux-Chantilly. Ce fonds a ensuite été transféré en 1998 à la Bibliothèque municipale de Lyon,,.

## Hommage
- Le 28 juin 2011, une plaque a été inaugurée en l'honneur d'André d'Hormon par l'ambassadeur de Chine en France, à l'abbaye de Royaumont[11]. Elle souligne le rôle d'André d'Hormon dans les relations franco-chinoises, et en particulier son travail de correcteur du Rêve dans le pavillon rouge.

## Le Rêve dans le pavillon rouge
André d'Hormon a corrigé et retravaillé la traduction française effectuée par ses élèves Li Tche-Houa et sa femme Jacqueline Alézaïs. Ce travail sur cet ouvrage majeur de la littérature chinoise occupa les dix dernières années de sa vie, alors qu'il vivait à l'abbaye de Royaumont qui l'a hébergé à son retour de Chine populaire de 1955 à 1965.
- Cao Xueqin (trad., intr. et notes Li Tche-houa, Jacqueline Alézaïs et André d'Hormon), Le Rêve dans le pavillon rouge, Paris, Gallimard, coll. « Bibliothèque de la Pléiade », novembre 1981, 1792 p. et 1696 p., ill., rel. Peau, 105 x 170 mm, 2 vol.  (ISBN 9782070110193 et 9782070110209).